# Ptilodactyla multiimpressa
Ptilodactyla multiimpressa là một loài bọ cánh cứng trong họ Ptilodactylidae. Loài này được Pic mô tả khoa học năm 1947.